# Administrative Office of the United States Courts

Sigill för Administrative Office of the United States Courts

Administrative Office of the United States Courts (förkortning: AO) är det federala domstolsväsendets förvaltningsmyndighet i USA. AO har funnits sedan 1939 och lyder under Judicial Conference of the United States.

## Organisation
AO har cirka 30 000 anställda och huvudkontoret är beläget inne i Thurgood Marshall Federal Judiciary Building i Washington, D.C. Myndighetschefen tillsätts och entledigas av USA:s chefsdomare.
Förvaltningen av det federala domstolsväsendet är i hög grad decentraliserad med en hög grad av autonomi inom ramen för budgeten, gemensamma riktlinjer och policy.

## Förhållande till andra myndigheter
Även om det federala domstolsväsendet är i formell mening självstyrande så är det fortfarande beroende av myndigheter inom den verkställande grenen. General Services Administration bygger och förvaltar domstolsbyggnaderna. United States Marshals Service ansvarar för byggnadernas säkerhet liksom för personskyddet av federala domare.